# Tillandsia hasei
Tillandsia hasei là một loài thuộc chi Tillandsia. Đây là loài đặc hữu của Bolivia.